# Jan Olsson (1944)
Jan Viktor Olsson (Kungshamn, 18 marzo 1944 – 17 maggio 2023) è stato un calciatore svedese, di ruolo centrocampista.

## Carriera

### Club
A livello di club ha vestito le maglie di GAIS, Stoccarda ed Örgryte.

### Nazionale
Con la Nazionale di calcio della Svezia ha collezionato 22 presenze ed 1 gol ed ha partecipato al campionato del mondo 1970.

## Palmarès

### Individuale
- Guldbollen: 1

1970